# Seiho Highschool Boys
Seiho Highschool Boys (jap. メンズ校, Menzu Kō für Men’s Kō, dt. „Männerschule“, mit Untertitel Seiho High School Men’s!!!!!!) ist eine Mangaserie der japanischen Zeichnerin Kaneyoshi Izumi. Das Werk erscheint seit September 2011 auch auf Deutsch und ist in die Genres Comedy, Drama und Shōjo einzuordnen.

## Inhalt
Die Seiho-Oberschule, ein Jungeninternat, liegt abgelegen auf einer Insel, sodass die dort lebenden Schüler nur selten Mädchen in ihrem Alter zu Gesicht bekommen. Verirrt sich doch einmal ein weibliches Wesen auf die Insel, können sich die Schüler kaum beherrschen. Die Handlung folgt verschiedenen Schülern des Internats und deren Versuchen, die wenigen Mädchen auf der Insel für sich zu gewinnen. 

## Veröffentlichung
Die Kapitel des Mangas erschienen im Manga-Magazin Betsucomi des Verlags Shogakukan von den Ausgaben 9/2006 (August 2006) bis 3/2010 (Februar 2010). Die Serie wurde zwischen Januar 2007 und Mai 2010 in acht Sammelbänden veröffentlicht. Der achte Band verkaufte sich in Japan über 36.000 mal.
Von September 2011 bis Januar 2013 erschien der Manga vollständig auf Deutsch bei Carlsen Manga. Viz Media veröffentlicht die Serie auf Englisch in den USA und Ever Glory Publishing auf Chinesisch in Taiwan.

## Hörspiel-Adaption
Das Cyber Phase veröffentlichte unter dem Label Cyber Girls Pop zwei Hörspiel-CDs zum Manga. Als erstes erschien Men’s Kō 1 im Oktober 2008, es folgte im Februar 2009 Men’s Kō 2.